# Kisandacs
Kisandacs (szlovákul: Andač) Üzbég község része, egykor önálló község Szlovákiában, a Nyitrai kerület Nyitrai járásában.

## Fekvése
Üzbég központjától 4 km-re északnyugatra, az Andacs-patak és a Szilvási-patak között fekszik. Területe 294 hektár. A településtől 1 km-re nyugatra áll a falu vasútállomása, mely a Nyitra-Újvároska vasútvonalon épült. Nevének előtagja a Bihar vármegyei Nagyandacstól, illetve a Somogy vármegyei Andacstól (ma Andocs) különböztette meg.

## Története

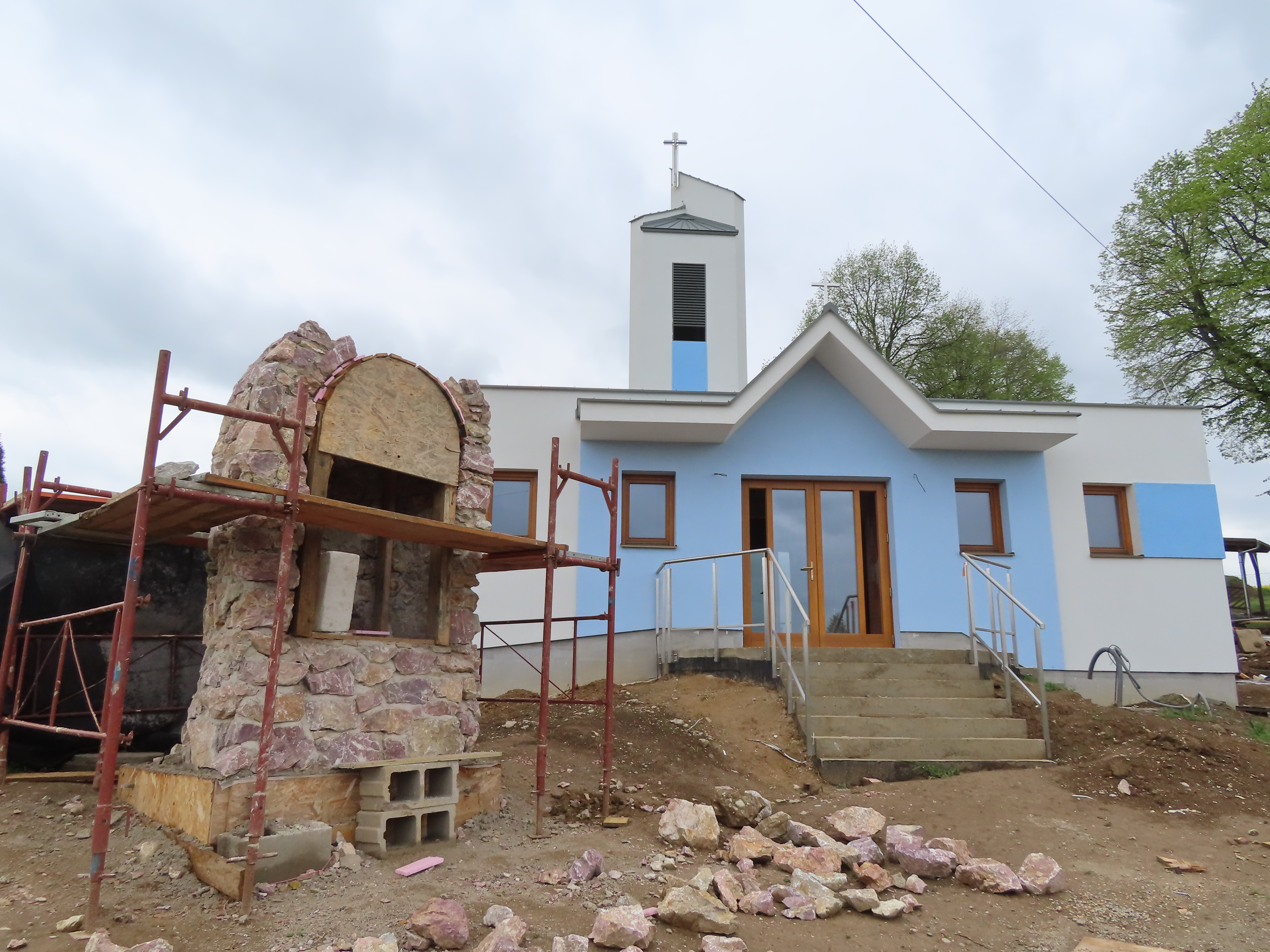
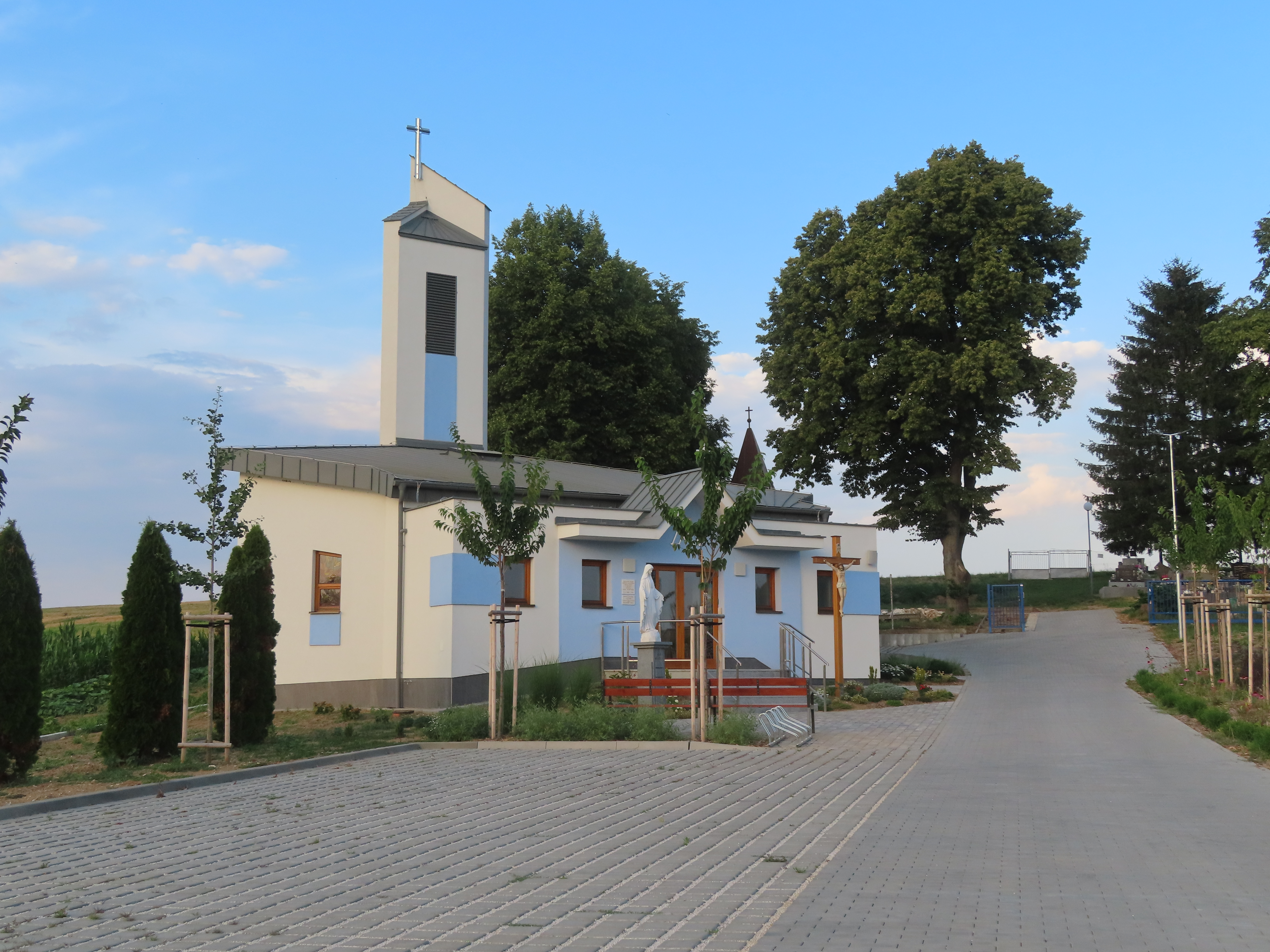
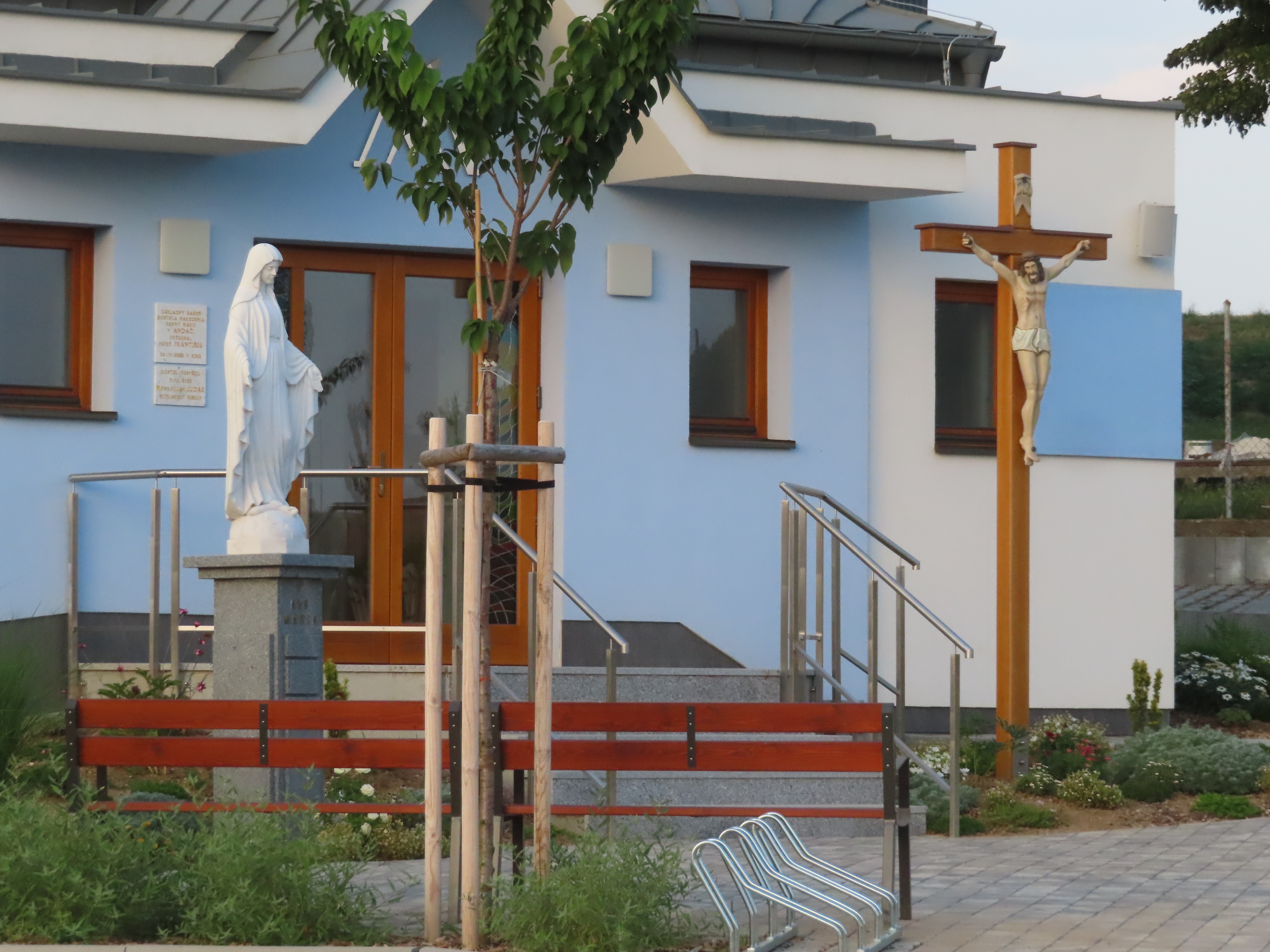
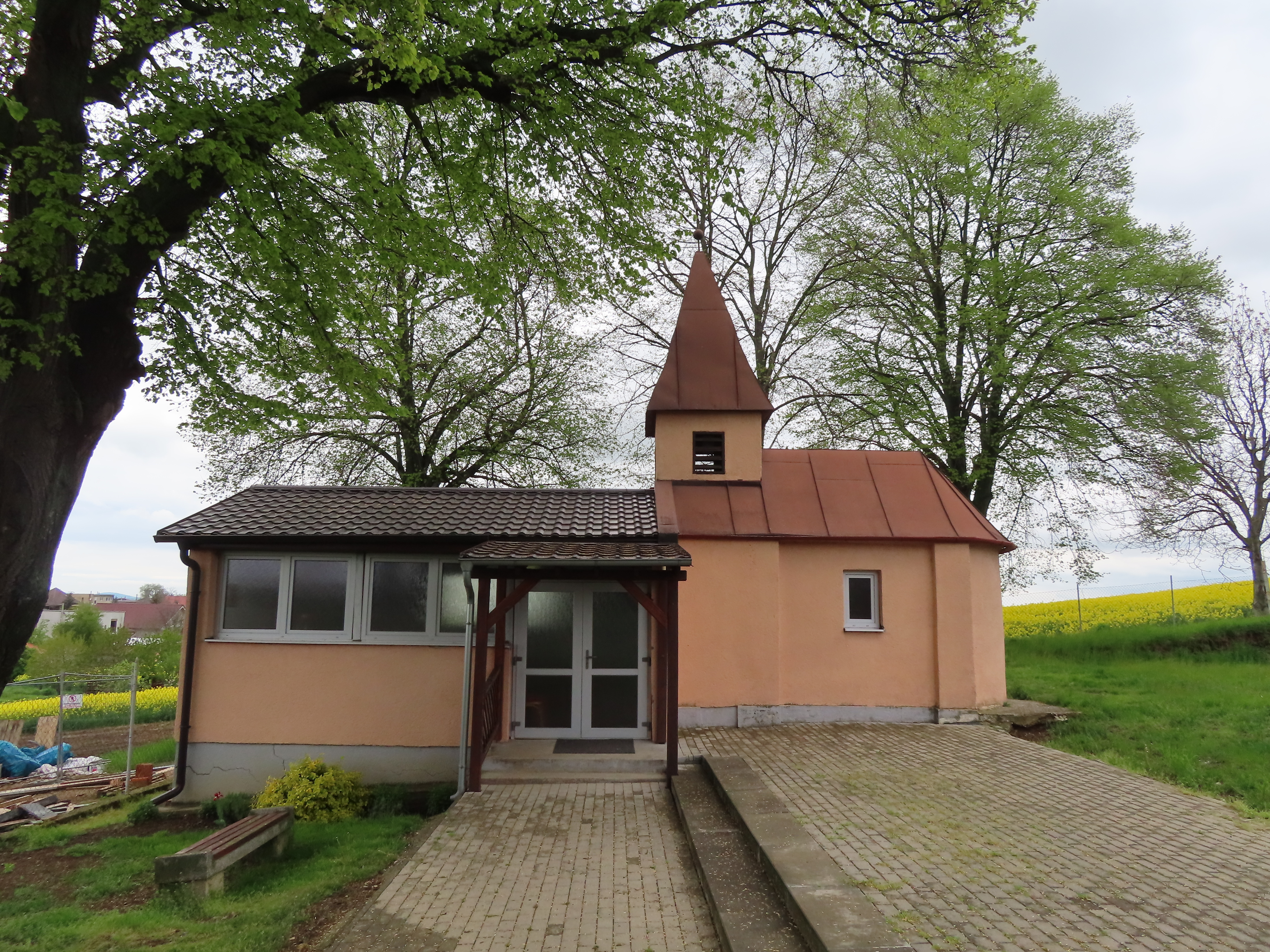
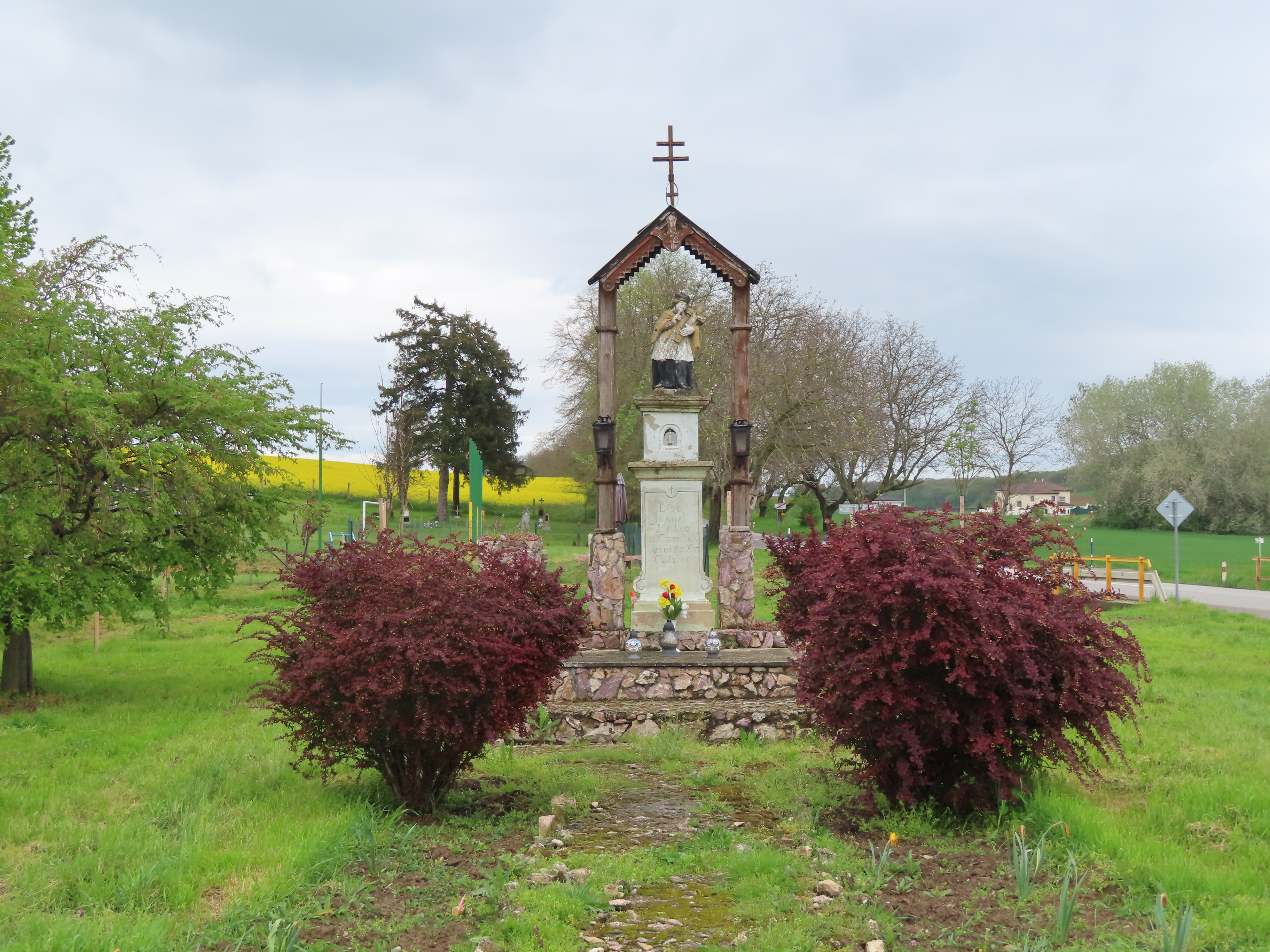
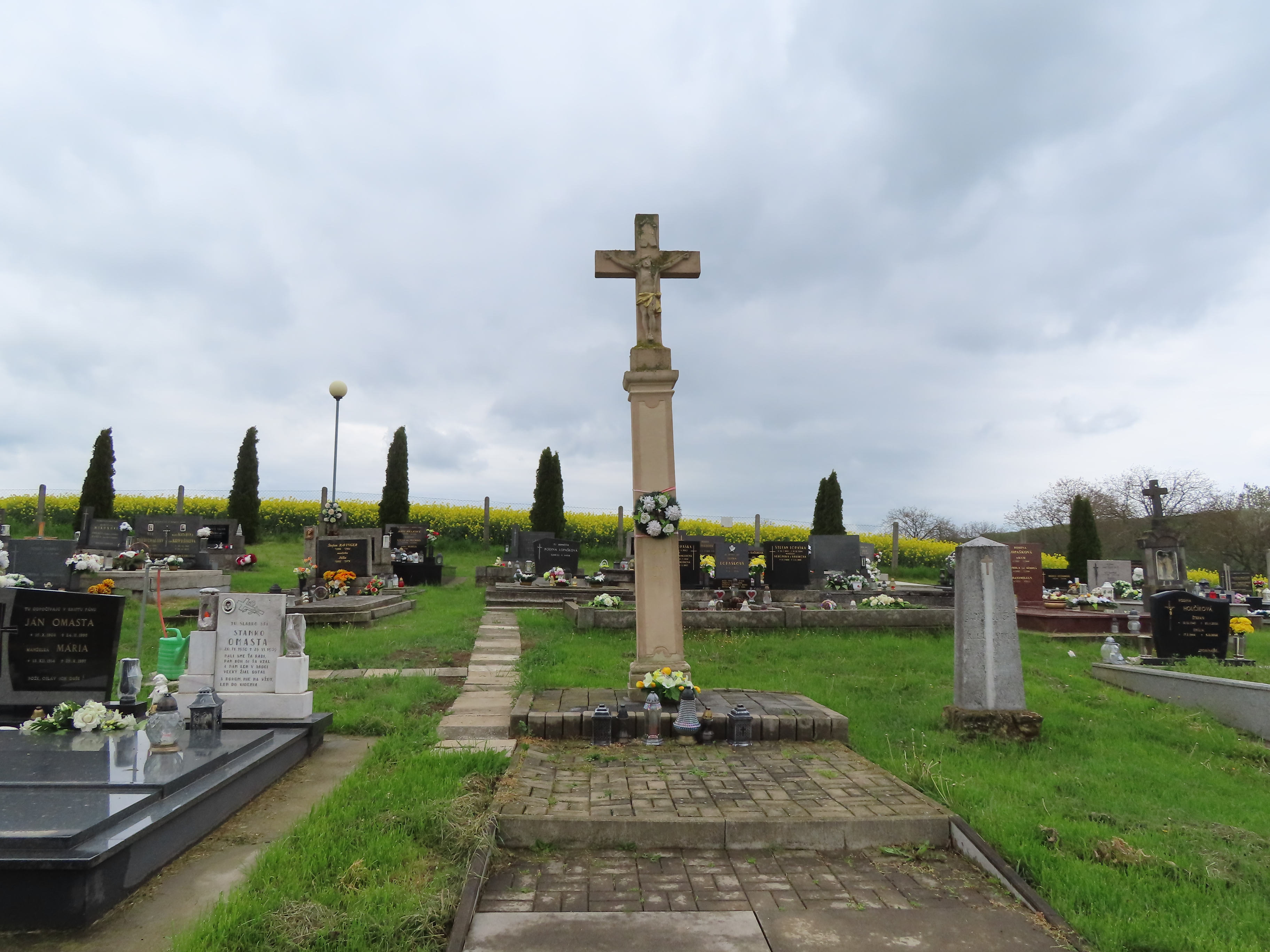
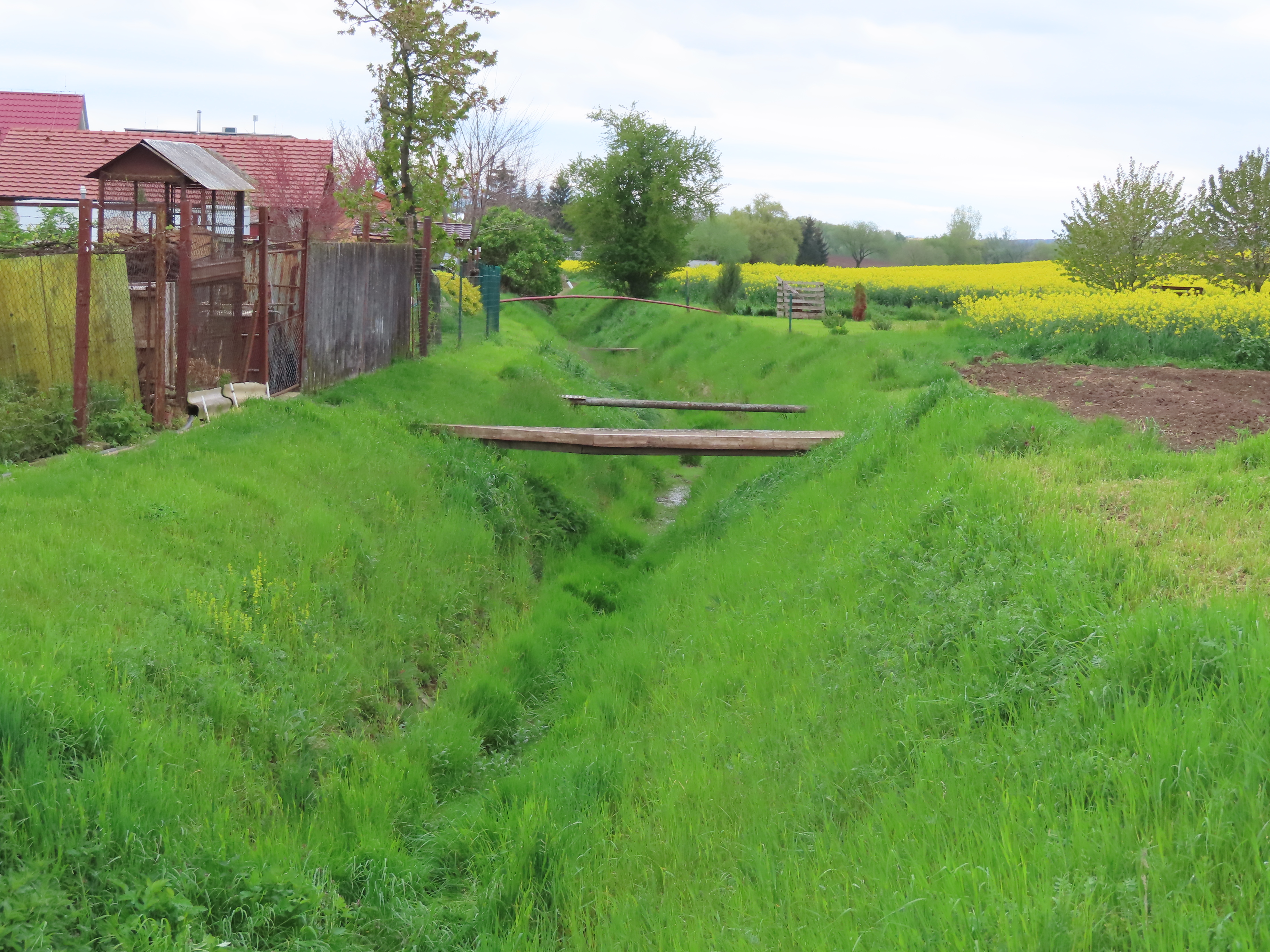

A település területén a kőkorszakban a lengyeli kultúra települése állt. A későbbi időkből hallstatt kori sírok és 10.–11. századi település maradványai is előkerültek. A falu vonatkozó keletkezésére pontos adatok nincsenek. A tatárok teljesen elpusztították ezt a vidéket. Nyitra vármegyének ezt a részét – mely a Vágtól a Nyitra folyóig terjedt – a tatárjárást követően 1248-ban Illméri István és Benedek, az Ürményi család ősei kapták meg.
Ezt követően valószínűleg még sokáig lakatlan volt. 1575-ben a nyitraivánkán birtokos Illméri és Illicinus családok a nyitrai káptalan előtt tiltakoztak Deklovich Miklós jogtalan birtokszerzése ellen. A települést Nyitra vármegye monográfiája szerint 1690-ben említik először. A 17. századtól a 19. századig a Babothy család birtoka volt. A 18. században a Simonyi és más családok is rendelkeztek itt birtokokkal. Az 1784 és 1787 között lebonyolított népszámlálás szerint a falu 15 házában 100 lakos élt. 1818-ban a mai temető területén keresztet állítottak, majd a 20. század második felében kápolna épült ide.
Vályi András szerint "ANDATS. Tót falu Nyitra Vármegyében, birtokosai több Uraságok, lakosai katolikusok, fekszik Lakátsihoz, mellynek filiája közel, Nyitrától sem igen meszsze. Vidékje soványos, de lakosai szorgalmatosak lévén középszerűen teremnek, réttyei jók, piatzozásai Galgótzon, egy órányira, malma a’ szomszédságban, fája nints, sem szőlő hegye, legelője is hibás lévén, harmadik Osztálybéli."
Fényes Elek szerint "Andacs, tót falu, Nyitra vármegyében, Nyitrához 1 1/2 órányira: 126 katholikus, 10 zsidó lak. F. u. többen."
Nyitra vármegye monográfiája szerint "Andacs, dombháton fekvő kis falu, 112 tótajku, r. kath. vallás lakossal. Posta-, táviró- és vasúti állomása Elecske. Földesura a Babóthy család, melynek itt ma is birtoka van. E községről 1690-ben tétetik először említés."

## Népessége
1919-ben 133 lakosából 124 csehszlovák, 4 német és 8 egyéb nemzetiségű volt; ebből 129 római katolikus, 5 zsidó és 2 evangélikus vallású.

## Külső hivatkozások
- Andacs weboldala
- Üzbég önkormányzatának honlapja
- Andacs Szlovákia térképén